# Премия Отто Гана
Премия Отто Гана (нем. Otto-Hahn-Preis) названа в честь химика-ядерщика, лауреата Нобелевской премии Отто Гана. Учреждена весной 2005 года Обществом немецких химиков, Немецким физическим обществом и городом Франкфурт-на-Майне.
Согласно статуту, премия «служит развитию науки, особенно в области химии, физики и инженерного дела посредством признания выдающихся научных достижений». Премия была создана путём объединения Премии Отто Гана по химии и физике с Премией Отто Гана города Франкфурта-на-Майне. Премия Отто Гана вручается каждые два года в Церкви Святого Павла во Франкфурте. Лауреатами поочередно становятся физики (2005) и химики. Премия представляет собой золотую медаль и пожертвование в размере 50 000 евро. Половина призовых средств поступает от города Франкфурт-на-Майне, четверть от Общества немецких химиков и вторая четверть от Немецкого физического общества.
Существует так же Медаль мира имени Отто Гана, учреждённая внуком Отто Гана Дитрихом Ганом в 1988 году.

## Лауреаты
- 2005: Теодор В. Хэнш
- 2007: Герхард Эртль
- 2009: Стефан Хелл
- 2011: Манфред Ритц (Manfred Reetz)
- 2013: Ференц Крауш
- 2015: Юрген Трое (Jürgen Troe)
- 2017: Карстен Данцманн
- 2019: Мартин Янсен (Martin Jansen)
- 2021: Клаус Блаум (Klaus Blaum)[6][7]
- 2023: Герберт Вальдманн (Herbert Waldmann)[8]

## Предшественник премии Отто Гана

### Премия Отто Гана по химии и физике
Премия Отто Хана по химии и физике присуждалась германским деятелям, которые внесли «уникальный вклад в развитие химии и физики посредством теоретических или прикладных исследований». Премия была основана в 1953 году по предложению Общества немецких химиков организациями, образованными в составе Немецкого центрального комитета по химии (Deutschen Zentralausschuss für Chemie) и Немецкого физического общества (Deutschen Physikalischen Gesellschaft). Награда состояла из золотой медали, денежной суммы, которая в 2003 году составляла 25 000 евро и свидетельства.

#### Лауреаты премии
- 1955: Лиза Мейтнер, Генрих Виланд
- 1959: Ханс Меервейн
- 1962: Манфред Эйген
- 1965: Эрих Хюкель
- 1967: Георг Виттиг[10]
- 1974: Фридрих Хунд
- 1979: Рольф Хейсген (Rolf Huisgen)
- 1986: Хайнц Майер-Лейбниц (Heinz Maier-Leibnitz)
- 1989: Рудольф Хоппе (Rudolf Hoppe)
- 1998: Дитер Эстерхельт (Dieter Oesterhelt)
- 2000: Ганс Кристоф Вольф (Hans Christoph Wolf)
- 2003: Гельмут Шварц (Helmut Schwarz)

### Премия Отто Гана от города Франкфурт-на-Майне
Премия Отто Хана города Франкфурта-на-Майне была вручена в 1969 году по случаю 90-летия. Премия учреждена в его родном городе в ознаменование дня его рождения. Вручалась Фондом Отто Хана города Франкфурта-на-Майне (Otto-Hahn-Stiftung der Stadt Frankfurt am Main) и составляла 25 000 немецких марок.

#### Лауреаты премии
- 1970: Карл цум Винкель (Karl zum Winkel)
- 1972: Рудольф Шультен (Rudolf Schulten), физик и ядерный технолог
- 1974: Август Векессер (August Weckesser)
- 1976: Адольф Биркхофер (Adolf Birkhofer)
- 1979: Вольфганг Гентнер (Wolfgang Gentner)
- 1980: Отто Хаксель (Otto Haxel)
- 1982: Вальтер Грайнер
- 1984: Хайнц Майер-Лейбниц (Heinz Maier-Leibnitz)
- 1986: Клаус Книция (Klaus Knizia)
- 1988: Франц Баумгертнер (Franz Baumgärtner)
- 1992: Ольга Алейникова
- 1994: Вилли Вельфли (Willi Wölfli)
- 1996: Готфрид Мюнценберг (Gottfried Münzenberg), Сигурд Хофманн (Sigurd Hofmann)
- 1998: Ханс Бликс, Йенс Фолькер Крац (ens Volker Kratz), Норберт Траутманн (Norbert Trautmann)
- 2000: Хартмут Айкхофф (Hartmut Eickhoff), Томас Хаберер (Thomas Haberer), Герхард Крафт (Gerhard Kraft)